# Le monde est petit
Pour plus de détails, voir Fiche technique et Distribution.
Le monde est petit est un téléfilm français réalisé par Régis Musset et diffusé le 3 mars 2008 sur TF1.

## Synopsis
Richard Bradi, promoteur immobilier, ne vit que pour son travail. Alors quand sa femme le quitte du jour au lendemain, le laissant seul avec sa petite fille de trois ans, c'est la catastrophe. C'est ainsi que l'homme d'affaires Richard finit par se retrouver membre d'une crèche parentale, avec participation active obligatoire... Tâche d'autant plus difficile que la directrice de la crèche est une ancienne employée que Richard a licenciée, et qui va s'avérer
particulièrement rancunière...

## Fiche technique
- Titre  : Le Monde est petit
- Réalisateur : Régis Musset
- Scénariste  : Michel Delgado
- Musique du film :  Guillaume Roussel
- Directeur de la photographie : Michel Mandero
- Montage :  Gaëlle Ramillon
- Distribution des rôles : René Tollemer
- Création des décors :   Philippe Lacomblez
- Création des costumes : Valérie Cabeli
- Société de production :  Made in PM
- Société de distribution : TF1
- Pays d'origine  : France
- Genre : Comédie
- Durée : 90 minutes
- Date de diffusion : 3 mars 2008 sur TF1

## Distribution
- Jean-Luc Reichmann : Richard
- Julie Debazac : Audrey
- Léane Grimaud : Romy
- Jean-François Gallotte : Bertrand
- Sophie Mounicot : Hélène
- Maïmouna Gueye : Fatou
- Sonia Vollereaux : Marion
- Fani Kolarova : Sofia
- Dimitri Rabouille : Léo
- Olivier Guéritée : Adam
- Peter Hudson : Fergusson
- Pierre Poirot : Flache
- Pearl Miatti : Joana
- Laurence Bussone : La jeune femme
- Christian Canot, Patrick Pierron et Stéphanie Ruaux : Fonctionnaires
- Daniel-Jean Cassagne : Le médecin
- Laurent Cyr, Benoît Du Pac et Jean-Louis Tilburg : Pères
- Armelle Gallaud, Anne Le Chartier Segrestin et Catherine Lefroid : Mères
- Gérard Graillot : Chef atelier
- Stéphanie Lanier : La quinquagénaire
- Laurentine Milebo : Mariama
- Barbara Minery : Hôtesse DDE
- Anne-Bérangère Pelluau : Femme Bertrand
- Antoine Rodet
- Karin Swenson : Virginie
- Patrice Zonta : Le clown